# Odznaka „Milionera”
Odznaka „Milionera” (występująca także jako Odznaka „Milioner”) ustanowiona została w 1975 roku w oparciu o decyzję Ministra Spraw Wewnętrznych z dnia 8 stycznia. Przyznawana była projektantom za zaprojektowanie zrealizowanego w Warszawie miliona metrów sześciennych kubatury, a także projektantom obiektów niekubaturowych, liniowych oraz innych, wg kryteriów przyjętych przez Zespół Opiniujący (por. niżej).

## Wygląd odznaki
Odznaka „Milionera” występowała w dwóch postaciach:
- Statuetka w postaci pionowego napisu MILION z wkomponowaną syrenką wykonaną ze srebra lub brązu. Statuetka miała wymiary 17x5x4 cm i wykonana była z drewna palisandrowego.
- Odznaka o wymiarach 3x1 cm wykonana ze srebra, przedstawiająca w formie płaskorzeźby frontową ścianę statuetki.

## Zasady nadawania
- Odznaka „Milionera” nadawana być mogła wyłącznie osobom fizycznym.
- Wnioski o nadanie odznaki składane były do Stołecznego Zjednoczenia Projektowania Budownictwa Komunalnego przez jednostki projektowe, organizacje społeczne i stowarzyszenia zawodowe.
- Do dorobku autorskiego projektanta zaliczane były obiekty i zespoły architektoniczne zaprojektowane samodzielnie przez kandydata do odznaki. W przypadku zespołów urbanistycznych projektowanych przez wielu autorów oraz w przypadku obiektów powtarzalnych, adaptowanych i projektowanych w zespołach autorskich, osobisty wkład autorski kandydata do odznaki określany był przez Zespół Opiniujący.
- Wnioski rozpatrywane były przez Zespół Opiniujący powołany przez Dyrektora Stołecznego Zjednoczenia Projektowania Budownictwa Komunalnego. Zadaniem zespołu było rozpatrywanie i opiniowanie przesłanych wniosków oraz przekazywanie wyników pracy Dyrektorowi Stołecznego Zjednoczenia Projektowania Budownictwa Komunalnego.
- W skład Zespołu wchodzili przedstawiciele Stowarzyszenia Architektów Polskich, Polskiego Związku Inżynierów i Techników Budownictwa, Polskiego Związku Inżynierów i Techników Sanitarnych, Stowarzyszenia Elektryków Polskich, Naczelnego Architekta Warszawy, Stołecznego Zjednoczenia Projektowania Budownictwa Komunalnego, Stołecznego Zarządu Rozbudowy Miasta oraz Zjednoczenia Budownictwa „Warszawa”. Przewodniczącym Zespołu był przedstawiciel Stołecznego Zjednoczenia Projektowania Budownictwa Komunalnego, zaś zastępcą przewodniczącego – przedstawiciel Naczelnego Architekta Warszawy.
- Odznaka przyznawana była przez Prezydenta miasta stołecznego Warszawy na wniosek Dyrektora Stołecznego Zjednoczenia Projektowania Budownictwa Komunalnego i nadawana corocznie.
- Nagrodzeni otrzymywali odznakę wraz ze statuetką oraz dyplom. Koszty odznaki ponosiło Stołeczne Zjednoczenie Projektowania Budownictwa Komunalnego.
- Prezydent miasta stołecznego Warszawy mógł odebrać odznakę w przypadku stwierdzenia, że jej nadanie nastąpiło wskutek wprowadzenia w błąd lub osoba odznaczona dopuściła się czynu, wskutek którego stała się niegodna posiadania odznaki.

## Osoby odznaczone
- Stanisław Bieńkuński[1]
- Andrzej Czumer[2]
- Wacław Eytner[3]
- Zofia Fafius[4]
- Jerzy Ładysław Gorycki[5]
- Wacław Kłyszewski[6]
- Tadeusz Koźmiński[7]
- Jerzy Mokrzyński[8]
- Kazimierz Maciej Piechotka[9]
- Arseniusz Romanowicz[10]
- Eleonora Sekrecka[11]
- Adam Stefanowski[12]
- Zygmunt Władysław Stępiński[13]
- Zbigniew Wacławek[14]
- Eugeniusz Wierzbicki[15]
- Jan Zdanowicz[16]